# Stella Tennant
Stella Tennant (17 de dezembro de 1970 – 22 de dezembro de 2020) foi uma modelo escocesa. 
Fotografou para revistas como Vogue e Harper's Bazaar e desfilou para grifes como Chanel, Calvin Klein, Hermes e Burberry, entre outras.
Tennant foi colocada na 11ª posição na lista das vinte modelos-ícone, publicada pelo site norte-americano Models.com em 2009.
Sua carreira transformou-se, quando desfilou para a Chanel, em 1996, usando um biquíni ousado, cujo top (do biquíni) cobria apenas os mamilos.

## Vida pessoal
Tennant casou-se com o osteopata David Lasnet em 22 de Junho de 1999e tiveram 4 filhos (Marcel, nascido em 1998, Cecily, nascida em 2001, Jasmine, nascida em 2002, e Iris, nascida em 2004).
Morreu em 22 de dezembro de 2020, aos 50 anos.